# Controversia Essjay
La Controversia Essjay fue una controversia relacionada con un administrador prominente de Wikipedia en inglés y empleado pagado de Wikia, cuyo nombre de usuario es Essjay y que posteriormente sería identificado como Ryan Jordan. En febrero de 2007, se averiguó que Essjay había hecho afirmaciones falsas acerca de sus credenciales académicas y sobre su experiencia profesional en su página de usuario de Wikipedia y durante una entrevista para la revista The New Yorker con la periodista Stacy Schiff, y de haber usado sus credenciales falsas como argumentos en las disputas internas sobre el contenido de Wikipedia. Los problemas encontrados durante la controversia incluyeron falsificación de identidad y calificaciones, el impacto de su engaño en la percepción de Wikipedia (incluyendo sus políticas y credibilidad), y la calidad de las decisiones adoptadas de promoción, apoyo y empleo.
Las reacciones a la divulgación fueron diversas, e incluyeron comentarios y artículos en la prensa electrónica, la prensa escrita y los medios de comunicación. La comunidad de Wikipedia en inglés investigó los cambios que Essjay había hecho a los artículos para comprobar si había errores, y además debatieron propuestas para mejorar el manejo del proyecto de identificación personal. En sus actividades como editor, Essjay había pasado menos tiempo editando el contenido de los artículos y más tiempo combatiendo los actos de vandalismo y ofreciendo soluciones en las disputas editoriales.
El cofundador Jimmy Wales inicialmente apoyó la decisión de Essjay de usar una identidad falsa, diciendo: «Me parece que es un seudónimo, y en realidad no tengo problemas con eso.» Más tarde Wales retiró su apoyo y pidió la renuncia de Essjay de sus puestos en Wikipedia y Wikia. Wales dijo que retiró su apoyo cuando se enteró de que «Essjay utilizó credenciales falsas en las disputas sobre contenido» en Wikipedia.

## La entrevista conThe New Yorker

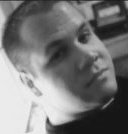
Imagen de Essjay de su perfil de Wikia.

Stacy Schiff, una periodista ganadora del Premio Pulitzer y escritora para la revista The New Yorker, entrevistó a Essjay como una fuente para un artículo sobre Wikipedia («Know it all: Can Wikipedia conquer expertise», traducido como 'Sabelotodo: ¿Puede Wikipedia conquistar a la pericia?', 31 de julio de 2006) después de que fue recomendado a ella por un miembro de la Fundación Wikimedia. Según The New Yorker, Essjay «estaba dispuesto a describir su trabajo como administrador de Wikipedia, pero no se identificaría más allá de confirmar los detalles biográficos que aparecían en su página de usuario».
Durante la entrevista, Essjay le dijo a The New Yorker que tenía doctorados en Teología y Leyes canónicas, y que había trabajado como profesor titular en una universidad privada, datos que había anteriormente declarado en su página de usuario de Wikipedia. Más tarde se descubrió que Essjay tenía veinticuatro años y que había abandonado la universidad sin obtener credenciales académicas. La revista The New Yorker publicó una corrección en febrero de 2007, que llevó el asunto a la atención del público.
Describiendo sus credenciales académicas incluidos los dos doctorados, el artículo dijo que Essjay pasaba unas catorce horas o más al día en Wikipedia pero se cuidaba de mantener su vida virtual secreta de sus colegas y amigos. Essjay fue descrito como un profesor que llevaba a clase su computadora portátil para poder estar a la disposición de otros wikipedistas mientras daba exámenes. Afirmó que requería el anonimato para evitar ser acechado virtualmente.
Essjay también afirmó que había enviado un correo electrónico a un profesor universitario real usando su identificación falsa, diciendo que tenía fe en la exactitud de Wikipedia. En el mensaje escribió en parte: «Yo soy un administrador del proyecto enciclopédico de Wikipedia. También soy un profesor titular de Teología, no dudes en echar un vistazo a mi página de usuario de Wikipedia para obtener una idea de mis antecedentes y credenciales».

## Identidad revelada
Cuando Essjay fue contratado por Wikia en enero de 2007, realizó cambios en su perfil de Wikia y «quedó claro quién era realmente», identificándose como Ryan Jordan. Otros editores de Wikipedia cuestionaron a Essjay en su página de discusión acerca de la aparente discrepancia entre su nuevo perfil de Wikia y sus anteriores afirmaciones sobre sus credenciales. Essjay publicó una explicación detallada en repuesta al primer punto, afirmando que:

Hay una serie de trolls, acosadores, y psicópatas que deambulan alrededor de Wikipedia y otros proyectos de Wikimedia en busca de personas para acosar, acechar y arruinar vidas (varios han sido arrestados por sus actividades aquí)[...] alguien dirá algo que llamará su atención (la de los acechadores) y de pistas sobre su identidad y los acechadores la averiguarán[...] Yo decidí ser yo mismo, nunca ocultando mi personalidad, siempre siendo quien soy, pero usando desinformación con respecto a detalles que considero poco importantes tales como: edad, ubicación, ocupación, etc.

Más tarde, comentó en su página de usuario de Wikipedia que había engañado a Schiff «haciendo un buen trabajo interpretando un papel».
El activista social y crítico de Wikipedia, Daniel Brandt, reportó la discrepancia en la identidad de Essjay a The New Yorker. A finales de febrero de 2007 The New Yorker actualizó su artículo con una corrección que indicaba que Essjay se había posteriormente identificado como Ryan Jordan y declaró, además: «Essjay ahora dice que su nombre verdadero es Ryan Jordan, que tiene veinticuatro años y que no tiene diplomas universitarios, y que él nunca ha enseñado.»
El 3 de marzo de 2007, Andrew Lih, profesor Asistente y Director de Periodismo Tecnológico del Centro de Estudios Medios de Comunicación en la Universidad de Hong Kong, dijo en su blog que algunos de los comentarios de Essjay sobre el incidente entraron en «el peligroso terreno de la calumnia y la difamación» contra Stacy Schiff, la reportera de The New Yorker. Lih transcribió la siguiente cita escrita, según él, por Essjay en su página de usuario de Wikipedia: «Además, ella (Schiff) hizo varias ofertas para compensarme por mi tiempo y mi respuesta fue que si ella realmente sentía la necesidad de hacerlo, debería de donar a la Fundación en lugar de pagarme.» Lih señaló:

Esta es una de las acusaciones más graves que se puede hacer contra una periodista. Pagarle a la fuente de una historia es algo que absolutamente no se hace en la práctica normal de la profesión periodística, y de inmediato pensé que era increíble que él acusara a Stacy Schiff, una ganadora del Premio Pulitzer y columnista del The New Yorker, de este crimen. O tenemos una grave violación de la ética con la señora Schiff o es otra dudosa declaración de Essjay.

Lih escribió que él contactó con Schiff para hablar acerca de si se le había ofrecido pagar a Essjay por su tiempo, y citó un correo electrónico que ella recibió. En él Schiff dijo que la afirmación de Essjay era «pura tontería».

## Reacción

### Comunidad de Wikipedia en inglés
Hablando sobre Jordan, Wales dijo: «[El] Sr. Ryan fue un amigo, y todavía es un amigo. Es un hombre joven, y me ha ofrecido una disculpa de corazón, que yo he aceptado. Espero que el mundo lo deje en paz para que pueda construir una vida honorable y su reputación.» 
Essjay había respondido al mismo tiempo con una declaración en su página de usuario, que en parte indicaba: 

Yo *me* arrepiento si alguien en la comunidad ha sido lastimado por mi decisión de usar desinformación para protegerme. No me arrepiento de haberme protegido; yo creía, y sigo creyendo, que estaba en mi derecho a protegerme, a la luz de los problemas encontrados en internet en estos tiempos difíciles. He hablado a todos mis amigos acerca de esto, y ellos me han indicado que entienden mi posición, y que me apoyan. Jimbo y muchos otros en la jerarquía de Wikipedia han hecho claro su apoyo también.

Las reacciones de la comunidad de Wikipedia en inglés con respecto a la discrepancia de las identidades Essjay/Jordan fueron muchas, filosas y mezcladas. Aunque muchos editores denunciaban más de una de sus decisiones, las respuestas iban desde gente ofreciendo apoyo total hasta acusaciones a Jordan de ser un fraude. 
Según la controversia avanzaba, la comunidad de Wikipedia en inglés comenzó a revisar las ediciones anteriores de Essjay y algunos sintieron que había dependido de su falso estatus como profesor para influir en las ediciones editoriales que hizo. «Varios usuarios han ido por sus ediciones y han hallado lugares donde básicamente usaba sus credenciales para reforzar sus argumentos», dijo Michael Snow, un administrador de Wikipedia y fundador del periódico comunitario, The Wikipedia Signpost. Por ejemplo, Essjay había recomendado fuentes como Catholicism for Dummies, un libro al que la Iglesia católica concedió el nihil obstat e Imprimátur. Essjay defendió el uso del libro diciéndole a sus compañeros editores que discutían sobre la edición del artículo Imprimátur: «Este es un texto que yo a veces requiero de mis estudiantes, y yo colgaría mi propio diploma de Doctorado en su credibilidad.» 

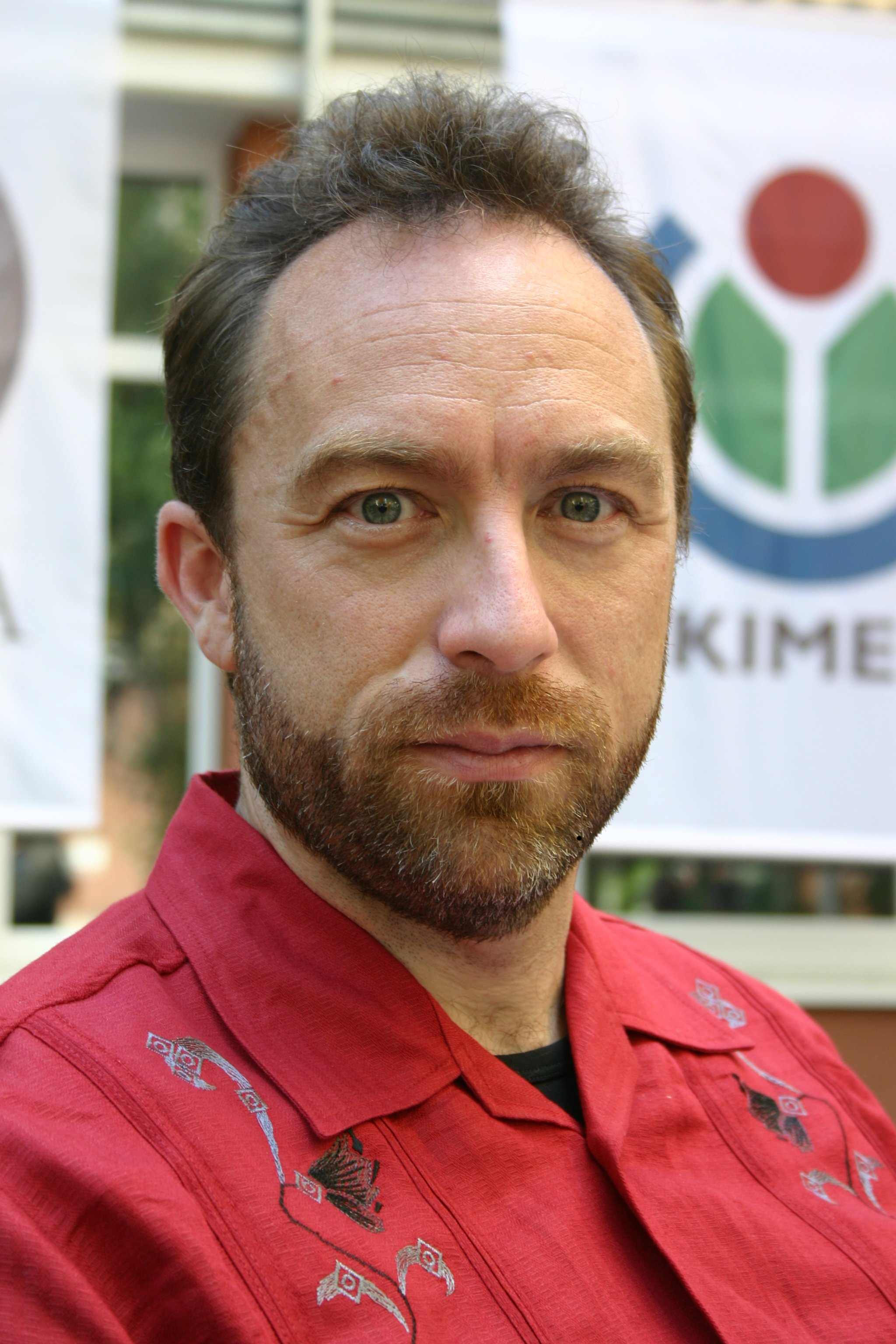
Jimmy Wales propuso un sistema de verificación para las credenciales después de la Controversia Essjay, pero la propuesta fue rechazada.

Wales fue «informado de considerar investigar a todas las personas que juzgan en las disputas sobre hechos.» «Yo no creo que este incidente exponga cualquier debilidad inherente en Wikipedia, pero sí expone una debilidad que estaremos trabajando para combatir», añadió Wales. Insistió en que todos los editores todavía podrían quedar anónimos si lo deseaban. «Nosotros siempre preferimos dar un incentivo positivo en lugar de una prohibición absoluta, para que la gente pueda contribuir sin mucha molestia», comentó Wales. Pero también advirtió que «Siempre es inapropiado tratar de ganar una discusión con tan solo enseñar las credenciales, y todavía más si esas credenciales son inexactas». Wales argumentó que «los colaboradores que exhiban ciertas credenciales pronto tendrán que demostrar que realmente las tienen.» Sin embargo, Florence Devouard, presidente de la Fundación Wikimedia, no apoyó su proposición de credenciales diciendo que «Yo pienso que lo importante es la calidad del contenido, lo cual podemos mejorar al reforzar políticas como "cita tu fuente", y no la calidad de las credenciales demostradas por un editor.» Una propuesta formal, la cual requería que los usuarios que alegaran tener calificaciones académicas mostraran evidencia antes de citarlas en controversias sobre contenido, fue rechazada por la comunidad Wikipedia, como todas las propuestas similares anteriores. Los debates sobre como mejorar Wikipedia siguieron. 
Como una continuación a sus comentarios iniciales en The New Yorker, Wales escribió una disculpa a la revista, que apareció en el tema del 19 de marzo de 2007:

Estoy escribiendo para disculparme con The New Yorker y Stacy Schiff, y para dar algún seguimiento acerca de Ryan Jordan (Nota editorial, 5 de marzo). Cuando hablé con The New Yorker la última vez acerca del hecho de que un miembro había mentido sobre sus credenciales, yo malentendí el asunto. No estuvo bien que el señor Jordan, o Essjay, mintiera a una reportera, ni siquiera para proteger su identidad.

Wales expresó su pesar al señalar que Essjay había «hecho una serie de decisiones muy malas». También comentó que esperaba que Wikipedia mejorara como resultado de la controversia.